# Врчоноше (породица)
Врчоноше (лат. Nepentheceae) је породица карниворних дикотиледоних биљака из реда Caryophyllales. Обухвата један род са око 90 врста. Фамилија је расуто распрострањења у тропским и суптропским деловима Африке, Азије и Аустралазије